# Culture de l'Empire ottoman
 (mai 2011).
Pendant plusieurs siècles, l'Empire ottoman a connu des périodes riches tant d'un point de vue économique que culturel. Il a influencé ses voisins de l'ouest (Europe, Afrique du Nord) comme ceux de l'est (Asie centrale, Perse, Inde). Sa position géostratégique en a fait pendant longtemps une puissance culturelle de premier plan.

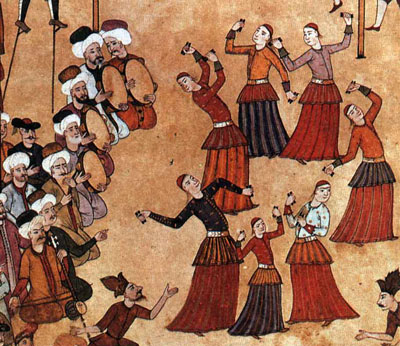
fête de danseurs Köçek à l'occasion de la célébration donnée par le sultan Ahmed en 1720 pour la circoncision de l'un de ses fils.
Miniature provenant des Surname-i Vehbi, palais de Topkapi, Istanbul.

## Influence sur le reste du monde
La vie dans l'Empire ottoman et son influence sur l'Occident, l'Afrique et l'Asie.
La vie du sultan à Constantinople est fastueuse. Il est le monarque absolu, assisté par le Grand Vizir et un Conseil (diwan), qui se réunit quatre fois par semaine. L’administration est très efficace et laisse une certaine liberté religieuse. L’Empire est divisé en régions dirigées par un Pacha, en charge pour trois ans. Les juges (qadi) s’inspirent du Coran, mais les non musulmans sont jugés par leurs chefs. Près des mosquées surgissent les madrasas, écoles gratuites pour les jeunes musulmans. Le commerce est très important pour les Ottomans et permet aux chrétiens d’être en contact avec les pays islamiques.
Les sultans donnent une importance considérable au développement culturel et artistique. Soliman en particulier, est estimé pour la paix et la tolérance, même s’il est aussi un tyran féroce pour d’autres aspects. Les écrivains occidentaux sont intrigués par cette religion qui présente une certaine fascination, même si beaucoup la considèrent immorale ou la décrivent comme une hérésie chrétienne.

### Afrique
La Méditerranée est pendant longtemps au pouvoir des Turcs sarrasins et les habitants des villes côtières craignent d’être assaillis et emmenés comme esclaves à Tunis, Alger ou Constantinople. Les incursions des Sarrasins dans le sud de l’Italie continuent jusqu’au début du XIXe siècle. Le corsaire Khayr al-Din reprend Tunis aux Espagnols en 1534. Là, sont emmenés les prisonniers devenus esclaves (comme à Alger).
En Afrique du Nord, environ 40 000 esclaves chrétiens subissent beaucoup de mauvais traitements. Parmi eux, il y a aussi quelques prêtres, dont saint Vincent de Paul. Certains esclaves se convertissent à l’islam afin d’être libres. Les missionnaires s’engagent pour éviter certaines formes d’apostasie (mercédaires, moines de l’Ordre des Trinitaires, des franciscains, des dominicains et des capucins).
Saint Vincent de Paul, fondateur des lazaristes, crée à Marseille une maison qui devient le point de départ pour les prêtres et les frères qui partent pour la mission en Afrique du Nord au service des esclaves chrétiens, en qui saint Vincent voyait le visage de Jésus. Ces religieux s’y rendent comme chapelains des consulats, et certains deviennent même consuls.
La conversion à l’islam d'une partie de l’Afrique noire advient de manière pacifique grâce aux commerçants et aux missionnaires laïcs. Elle commence en Éthiopie, à Zanzibar et sur les côtes de Madagascar, continue au Sénégal et partiellement au Ghana. Cependant, dans de nombreuses régions, les antiques traditions subsistent.

### Asie
En Perse, une dynastie d’origine chiite réussit à maintenir un certain pouvoir en concluant des accords avec les Ottomans.
En Inde, une invasion arabe a déjà eu lieu dans l’actuel Pakistan. Ils sont rejoints par les Ottomans qui occupent de vastes zones de l’Inde. Ils sont installés par les gouverneurs dont certains cherchent un syncrétisme entre l’islam, l’hindouisme et le christianisme.
Des missionnaires chrétiens arrivent aussi en Extrême-Orient (Inde, Japon et surtout en Chine avec François Xavier, Matthieu Ricci et divers missionnaires Franciscains, Dominicains et surtout Jésuites).